# Гледка
Гле́дка (болг. Гледка) — село в Хасковській області Болгарії. Входить до складу общини Стамболово.

## Населення
За даними перепису населення 2011 року у селі проживали 254 особи.
Національний склад населення села:
| Національність   | Кількість осіб | Відсоток |
| ---------------- | -------------- | -------- |
| турки            | 229            | 90,5%    |
| болгари          | 14             | 5,5%     |
| цигани           | 9              | 3,6%     |
| Всього відповіли | 253            |          |

Розподіл населення за віком у 2011 році:
Динаміка населення: